# Arcidiocesi di Popayán
L'arcidiocesi di Popayán (in latino Archidioecesis Popayanensis) è una sede metropolitana della Chiesa cattolica in Colombia. Nel 2023 contava 1.037.000 battezzati su 1.180.000 abitanti. È retta dall'arcivescovo Omar Alberto Sánchez Cubillos, O.P.

## Territorio
L'arcidiocesi comprende 36 comuni del dipartimento colombiano di Cauca: Almaguer, Argelia, Balboa, Bolívar, Buenos Aires, Cajibío, Caldono, Caloto, Corinto, El Tambo, Florencia, Guachené, Jambaló, La Sierra, La Vega, Mercaderes, Morales, Miranda, Padilla, Patía, Piendamó, Popayán, Puracé, Puerto Tejada, Rosas, San Sebastián, Santander de Quilichao, Santa Rosa (eccetto il distretto di San Juan de Villalobos che appartiene alla diocesi di Mocoa-Sibundoy), Silvia, Sotará, Suárez, Sucre, Timbío, Toribío, Totoró e Villa Rica.
Sede arcivescovile è la città di Popayán, dove si trova la cattedrale dell'Assunzione di Maria Vergine (Catedral Basílica de Nuestra Señora de la Asunción).
Il territorio si estende su una superficie di 17.308 km² ed è suddiviso in 92 parrocchie, raggruppate in 8 vicariati.

### Provincia ecclesiastica
La provincia ecclesiastica di Popayán, istituita nel 1900, comprende le seguenti suffraganee:
- diocesi di Ipiales,
- diocesi di Pasto,
- diocesi di Tumaco.

Sono ascritti alla provincia ecclesiastica anche i vicariati apostolici di Guapi e Tierradentro, formalmente dipendenti dalla Santa Sede.

## Storia
La diocesi di Popayán fu eretta il 22 agosto 1546 con la bolla Super specula militantis Ecclesiae di papa Paolo III, ricavandone il territorio dalla diocesi di Panamá (oggi arcidiocesi). Fu la terza diocesi creata in terra colombiana, dopo quelle di Santa Marta e di Cartagena de Indias.
Originariamente suffraganea dell'arcidiocesi di Lima, il 22 marzo 1564 entrò a far parte della provincia ecclesiastica dell'arcidiocesi di Bogotà.
Il 28 maggio 1803 e il 31 agosto 1804 cedette porzioni del suo territorio a vantaggio dell'erezione rispettivamente delle diocesi di Maynas (oggi diocesi di Chachapoyas) e di Antioquia (oggi arcidiocesi di Santa Fe de Antioquia).
Il 22 settembre 1835 per effetto della bolla Solicitudo omnium ecclesiarum di papa Gregorio XVI incorporò alcune parrocchie che erano appartenute alla diocesi di Quito (oggi arcidiocesi).
Il 10 aprile 1859, il 30 agosto 1894 e l'11 aprile 1900 cedette altre porzioni di territorio a vantaggio dell'erezione rispettivamente delle diocesi di Pasto, di Tolima e di Manizales (oggi arcidiocesi).
Il 20 maggio 1900 la diocesi si ampliò, inglobando parte del territorio della soppressa diocesi di Tolima.
Il 20 giugno 1900 la diocesi è stata elevata al rango di arcidiocesi metropolitana con il decreto In votis della Congregazione Concistoriale.
Il 7 luglio 1910, il 13 maggio 1921 e il 17 dicembre 1952 ha ceduto ancora porzioni di territorio a vantaggio dell'erezione rispettivamente della diocesi di Cali (oggi arcidiocesi), della prefettura apostolica di Tierradentro (oggi vicariato apostolico) e della diocesi di Palmira.
Il 23 settembre 1964 ha ceduto ancora porzioni di territorio a vantaggio della diocesi di Pasto.
Il 21 settembre 1979 è stato inaugurato il museo arcivescovile d'arte religiosa, con lo scopo non solo di mostrare al pubblico, ma anche di proteggere, conservare, catalogare e restaurare il patrimonio artistico di proprietà dell'arcidiocesi, delle sue parrocchie, delle chiese e dei conventi.

## Cronotassi dei vescovi
Si omettono i periodi di sede vacante non superiori ai 2 anni o non storicamente accertati.
- Juan Valle † (27 agosto 1546 - 1563 deceduto)
- Agustín Gormaz Velasco, O.S.A. † (1º marzo 1564 - 24 novembre 1589 deceduto)[5]
- Domingo de Ulloa, O.P. † (9 dicembre 1591 - 3 aprile 1598 nominato vescovo di Michoacán)
- Juan de la Roca † (19 luglio 1599 - 7 settembre 1605 deceduto)
- Juan Pedro González de Mendoza, O.S.A. † (17 novembre 1608 - 14 febbraio 1618 deceduto)[6]
- Ambrosio Vallejo Mejía, O.Carm. † (2 dicembre 1619 - 10 febbraio 1631 nominato vescovo di Trujillo)
- Feliciano de la Vega Padilla † (10 febbraio 1631 - 5 settembre 1633 nominato vescovo di La Paz)
- Diego Montoya Mendoza † (5 settembre 1633 - 5 ottobre 1637 nominato vescovo di Trujillo)
- Francisco de la Serna, O.S.A. † (14 giugno 1638 - 21 agosto 1645 nominato vescovo di La Paz)[7]
  - Sede vacante (1645-1658)
  - Gregorio de Montalvo † (17 febbraio 1651 - 1653 deceduto) (vescovo eletto)
- Vasco Jacinto de Contreras y Valverde † (25 febbraio 1658 - 7 giugno 1666 nominato vescovo di Huamanga)[8]
  - Francisco de la Trinidad Arrieta † (1664 - 1664 deceduto) (vescovo eletto)
- Melchor Liñán y Cisneros † (16 gennaio 1668 - 8 febbraio 1672 nominato arcivescovo di La Plata o Charcas)
- Cristóbal Bernardo de Quirós † (16 maggio 1672 - circa 1684 deceduto)
- Pedro Díaz de Cienfuegos † (12 agosto 1686 - 20 febbraio 1696 nominato vescovo di Trujillo)
- Mateo Panduro y Villafañe, O.C.D. † (18 giugno 1696 - 1º ottobre 1714 nominato vescovo di La Paz)
- Juan Gómez de Nava y Frías † (19 novembre 1714 - 19 novembre 1725 nominato vescovo di Quito)
- Juan Francisco Gómez Calleja † (19 novembre 1725 - 9 settembre 1728 dimesso)[9]
- Manuel Antonio Gómez de Silva † (20 settembre 1728 - 29 settembre 1731 deceduto)
- Diego Fermín de Vergara, O.S.A. † (19 dicembre 1732 -  19 dicembre 1740 nominato arcivescovo di Santafé en Nueva Granada)[10]
- Francisco José de Figueredo y Victoria † (30 gennaio 1741 - 24 gennaio 1752 nominato arcivescovo di Santiago di Guatemala)
- Diego del Corro † (24 gennaio 1752 - (13 marzo 1758 nominato arcivescovo di Lima)
- Jerónimo Antonio Obregón y Mena † (13 marzo 1758 - 14 luglio 1785 deceduto)[11]
  - Sede vacante (1785-1788)
- Ángel Velarde y Bustamante † (15 settembre 1788 - 6 luglio 1809 deceduto)
  - Sede vacante (1809-1816)
- Salvador Jiménez y Padilla † (8 marzo 1816 - 13 febbraio 1841 deceduto)
- Fernando Cuero y Caicedo, O.F.M.Obs. † (23 maggio 1842 - 7 agosto 1851 deceduto)
- Pedro Antonio Torres † (20 dicembre 1853 - 18 dicembre 1866 deceduto)
- Carlos Bermúdez † (13 marzo 1868 - 6 dicembre 1887 deceduto)[12]
- Juan Buenaventura Ortiz † (1º giugno 1888 - 15 agosto 1894 deceduto)
- Manuel José Cayzedo y Martínez Cuero † (2 dicembre 1895 - 14 dicembre 1905 nominato arcivescovo di Medellín)
- Emanuele Antonio Arboleda, C.M. † (18 aprile 1907 - 31 marzo 1923 deceduto)
- Maximiliano Crespo Rivera † (15 novembre 1923 - 7 novembre 1940 deceduto)
- Juan Manoel González Arbeláez † (20 giugno 1942 - 1º febbraio 1944 dimesso[13])
- Diego María Gómez Tamayo † (25 aprile 1944 - 12 settembre 1964 dimesso[14])
- Miguel Ángel Arce Vivas † (7 aprile 1965 - 11 ottobre 1976 dimesso)
- Samuel Silverio Buitrago Trujillo, C.M. † (11 ottobre 1976 - 11 aprile 1990 deceduto)
- Alberto Giraldo Jaramillo, P.S.S. † (18 dicembre 1990 - 13 febbraio 1997 nominato arcivescovo di Medellín)
- Iván Antonio Marín López (19 aprile 1997 - 19 maggio 2018 ritirato)
- Luis José Rueda Aparicio (19 maggio 2018 - 25 aprile 2020 nominato arcivescovo di Bogotà)[15]
- Omar Alberto Sánchez Cubillos, O.P., dal 12 ottobre 2020

## Statistiche
L'arcidiocesi nel 2023 su una popolazione di 1.180.000 persone contava 1.037.000 battezzati, corrispondenti all'87,9% del totale.
| anno | popolazione | popolazione | popolazione | presbiteri | presbiteri | presbiteri | presbiteri                | diaconi | religiosi | religiosi | parrocchie |
| anno | battezzati  | totale      | %           | numero     | secolari   | regolari   | battezzati per presbitero | diaconi | uomini    | donne     | parrocchie |
| ---- | ----------- | ----------- | ----------- | ---------- | ---------- | ---------- | ------------------------- | ------- | --------- | --------- | ---------- |
| 1950 | 650.000     | 650.500     | 99,9        | 124        | 95         | 29         | 5.241                     |         | 94        | 399       | 54         |
| 1966 | 450.000     | 500.000     | 90,0        | 90         | 82         | 8          | 5.000                     |         | 26        | 258       | 49         |
| 1970 | 620.800     | 629.000     | 98,7        | 89         | 68         | 21         | 6.975                     |         | 46        | 225       | 50         |
| 1976 | 555.000     | 620.000     | 89,5        | 89         | 65         | 24         | 6.235                     |         | 53        | 465       | 56         |
| 1980 | 740.452     | 797.151     | 92,9        | 79         | 57         | 22         | 9.372                     |         | 47        | 417       | 58         |
| 1990 | 735.000     | 749.000     | 98,1        | 97         | 57         | 40         | 7.577                     | 3       | 70        | 346       | 59         |
| 1999 | 1.044.927   | 1.080.567   | 96,7        | 124        | 84         | 40         | 8.426                     | 5       | 69        | 320       | 68         |
| 2000 | 1.015.742   | 1.098.099   | 92,5        | 123        | 88         | 35         | 8.258                     | 4       | 63        | 320       | 70         |
| 2001 | 1.082.957   | 1.128.080   | 96,0        | 120        | 88         | 32         | 9.024                     | 4       | 62        | 388       | 70         |
| 2002 | 1.097.608   | 1.143.500   | 96,0        | 148        | 116        | 32         | 7.416                     | 4       | 55        | 388       | 74         |
| 2003 | 1.112.259   | 1.165.500   | 95,4        | 140        | 104        | 36         | 7.944                     | 4       | 63        | 400       | 75         |
| 2004 | 1.100.000   | 1.160.071   | 94,8        | 149        | 102        | 47         | 7.382                     | 4       | 70        | 331       | 76         |
| 2013 | 1.288.000   | 1.312.000   | 98,2        | 141        | 104        | 37         | 9.134                     | 15      | 52        | 281       | 85         |
| 2016 | 1.169.000   | 1.295.000   | 90,3        | 144        | 114        | 30         | 8.118                     | 22      | 40        | 295       | 90         |
| 2019 | 979.450     | 1.114.300   | 87,9        | 144        | 119        | 25         | 6.801                     | 22      | 35        | 244       | 92         |
| 2021 | 1.015.580   | 1.155.900   | 87,9        | 142        | 117        | 25         | 7.151                     | 27      | 35        | 244       | 92         |
| 2023 | 1.037.000   | 1.180.000   | 87,9        | 145        | 120        | 25         | 7.151                     | 27      | 35        | 244       | 92         |